# 贝尔穆多三世 (莱昂)
貝爾穆多三世（西班牙語：Bermudo III，1015年—1037年9月4日），萊昂國王（1028年–1037年9月4日），萊昂的阿方索五世與他妻子埃爾維拉·曼德斯的兒子，他是最後一位統治莱昂王国的坎塔布里亞的佩德羅的後裔。1025年他被稱為加利西亞皇帝.
在1029年，卡斯蒂利亞伯爵加西亞·桑切斯本來將要娶貝爾穆多的妹妹萊昂的桑查，這項安排顯然是由納瓦拉國王批准的，當伯爵在莱昂城被暗殺後。納瓦拉國王桑喬三世於是主張卡斯蒂利亞伯國屬於他妻子莫妮亞多娜的名下並任命他們的兒子斐迪南為新一任的卡斯蒂利亚伯爵。納瓦拉國王的政策轉為完全的強勢，有時明顯的代表他兒子，有時則直接的代表他自己。他控制了塞阿河和皮苏埃加河之間的疆域，一塊位於萊昂首都正北方，在萊昂與卡斯蒂利亞之間的長期爭議要隘。1032年在他主導斐迪南與桑查之間的婚姻後，這片土地作為桑查的嫁妝成為卡斯蒂利亞的一部分。在1034年，他從貝爾穆多的手中奪取了萊昂城，並使貝爾穆多撤退到加利西亚，而且開始仿效古代萊昂國王的作風，鑄造他自己為西班牙皇帝在他的硬幣上。在1035年桑喬去世的時候，杜罗河北方的梅塞塔高原已經大部分處於庇里牛斯山的小王國納瓦拉的控制之下。
然而，對於桑喬的外交手腕和軍事技巧，他不得不思考這樣的一個情勢是本質幸運地有一個年輕敵人的結果。當然殘忍的事實是，地理和人口的影響阻擋他的繼續發展。在他死後，貝爾穆多三世馬上返回萊昂，並很快的發動戰役，為了從卡斯蒂利亚和他妹婿手中取回席亞河和皮苏埃加河之間的爭議領土。但1037年9月4日，斐迪南在塔馬倫戰役擊敗並親手殺了貝爾穆多三世。檢驗他的屍體發現，他可能是在摔落馬後，遭受步兵的的長矛或長槍刺殺而死亡。
因為後者死後無嗣，萊昂王國認定桑查和他的丈夫為統治者，斐迪南並於1038年6月22日在皇城接受塗油禮加冕。納瓦拉王朝或許取得了勝利，但聯合的萊昂與卡斯蒂利亞王國以及它的中心地帶阿斯圖里亞斯和加利西亞，已經成為北部伊比利亞基督徒社會的政治中心。

## 家庭
與她的妻子希梅娜，貝爾穆多有一子：
- 阿方索（出生與去世於1030年）。

## 外部連結
- Justo Pérez de Urbel and Ricardo Del Arco y Garay, Historia de España, vol. 6, España cristiana, comienzo de la reconquista (711-I038), 2d ed. (Madrid, 1964)
- Bernard F. Reilly, The Kingdom of León-Castilla under King Alfonso VI, Philadelphia: University of Pennsylvania Press. 1998

| 贝尔穆多三世 (莱昂) 佩雷斯王朝出生于：約1010年逝世於：1037年9月4日 | 贝尔穆多三世 (莱昂) 佩雷斯王朝出生于：約1010年逝世於：1037年9月4日 | 贝尔穆多三世 (莱昂) 佩雷斯王朝出生于：約1010年逝世於：1037年9月4日 |
| 統治者頭銜                                                         | 統治者頭銜                                                         | 統治者頭銜                                                         |
| ------------------------------------------------------------------ | ------------------------------------------------------------------ | ------------------------------------------------------------------ |
| 前任者： 阿方索五世                                                | 萊昂國王 1027年–1037年                                             | 繼任者： 斐迪南一世                                                |